# Sądowa Wisznia (gmina)
Sądowa Wisznia – dawna gmina wiejska w powiecie mościskim województwa lwowskiego II Rzeczypospolitej (1934–1939), a także jednostka podziału administracyjnego Generalnego Gubernatorstwa w latach 1941–1944, wchodząca w skład dystryktu galicyjskiego. Siedzibą gminy było miasto Sądowa Wisznia, stanowiące w II RP odrębną gminę miejską.
Gminę utworzono 1 sierpnia 1934 r. w ramach reformy na podstawie ustawy scaleniowej z dotychczasowych gmin wiejskich: Bortiatyn, Dmytrowice, Dołhomościska, Księży Most, Kulmatycze, Nikłowice, Wołostków, Zagrody i Zarzecze.
W latach 1939–1941 zniesiona, będąc okupowana przez ZSRR, gdzie nie funkcjonowały gminy zbiorowe (vide rejon sądowowiszniański).
W 1941 roku reaktywowana na skutek wojny niemiecko-radzieckiej, po zajęciu obszaru przez władze hitlerowskie. Gmina weszła w skład powiatu lwowskiego (Kreishauptmannschaft Lemberg), należącego do dystryktu Galicja w Generalnym Gubernatorstwie, gdzie została zmodyfikowana. Gminę powiększono o zniesione miasto Sądowa Wisznia, natomiast część przedwojennej gminy Sądowa Wisznia (gromadę Wołostków) włączono do reaktywowanej gminy Dydiatycze. Ludność gminy w 1943 roku wynosiła 11.767.
| Gmina w Landkreis Lemberg | Miejscowości / gromady                                                                                               | Gmina (II RP)  | Powiat (II RP) | Rejon w ZSRR (1939–1941) |
| ------------------------- | --- | -------------- | -------------- | ------------------------ |
| Sądowa Wisznia            | Sądowa Wisznia | Sądowa W. (m)  | mościski       | sądowowiszniański        |
| Sądowa Wisznia            | Bortiatyn, Dmytrowice, Dołhomościska, Księży Most, Kulmatycze, Nikłowice, Zagrody i Zarzecze                         | Sądowa Wisznia | mościski       | sądowowiszniański        |
| Dydiatycze                | Wołostków | Sądowa Wisznia | mościski       | sądowowiszniański        |
| Dydiatycze                | Dydiatycze, Hołodówka, Makuniów, Mistyce, Mokrzany Małe, Mokrzany Wielkie, Orchowice, Szeszerowice i Wołczyszczowice | Dydiatycze     | mościski       | sądowowiszniański        |

Po II wojnie światowej obszar gminy został włączony do Ukraińskiej SRR.